# FN M1905
A FN Model 1905 (a partir da data de sua patente), ou FN Model 1906 (em países europeus devido à data de sua fabricação), foi uma pistola fabricada pela Fabrique Nationale d'Herstal de 1906 a 1959.

## Características
A FN Model 1905 é praticamente idêntica à Colt Model 1908 Vest Pocket, que foi baseada no mesmo protótipo de John Browning, e foi a inspiração para o design da Baby Browning, também da FN. Embora as patentes das pistola de Browning tenham sido vendidas para a FN e para a Colt, esse foi o único caso em que ambas as empresas colocaram o mesmo design em produção sem nenhuma modificação significativa.

## Histórico
A Model 1905 foi usada pela Resistência Belga em 1943 no ataque ao viségimo comboio, no qual mais de cem judeus foram salvos de um trem do Holocausto que os transportava para o campo de concentração de Auschwitz. A arma está agora em exibição no museu Kazerne Dossin, em Mechelen.

## Galeria
- Três pistolas FN1906, com diferentes sistemas de segurança.
- A Model 1905 e outros itens usados durante o ataque ao viségimo comboio, agora na coleção do museu Kazerne Dossin, na Bélgica.